# Alberto Medina
Alberto Medina (né le 29 mai 1983 à Culiacán) est un footballeur international mexicain.

## Palmarès

### Club
Chivas de Guadalajara
- Championnat du Mexique: Apertura 2006

### International
Mexique
- Vainqueur (1) : Gold Cup 2009